# Surville (Calvados)
Surville is een gemeente in het Franse departement Calvados (regio Normandië) en telt 426 inwoners (2004). De plaats maakt deel uit van het arrondissement Lisieux.

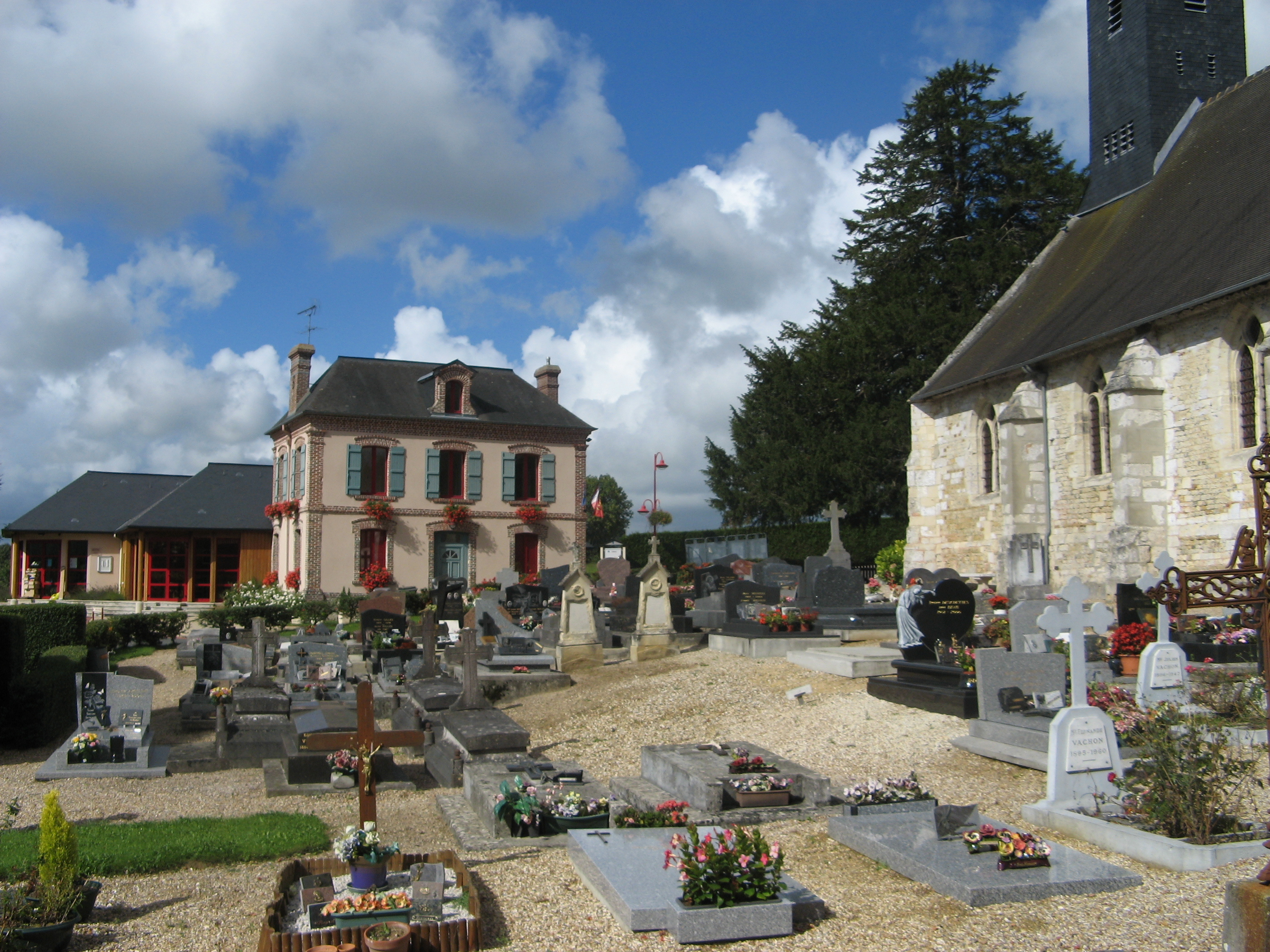
Kerkhof, met daarachter het gemeentehuis
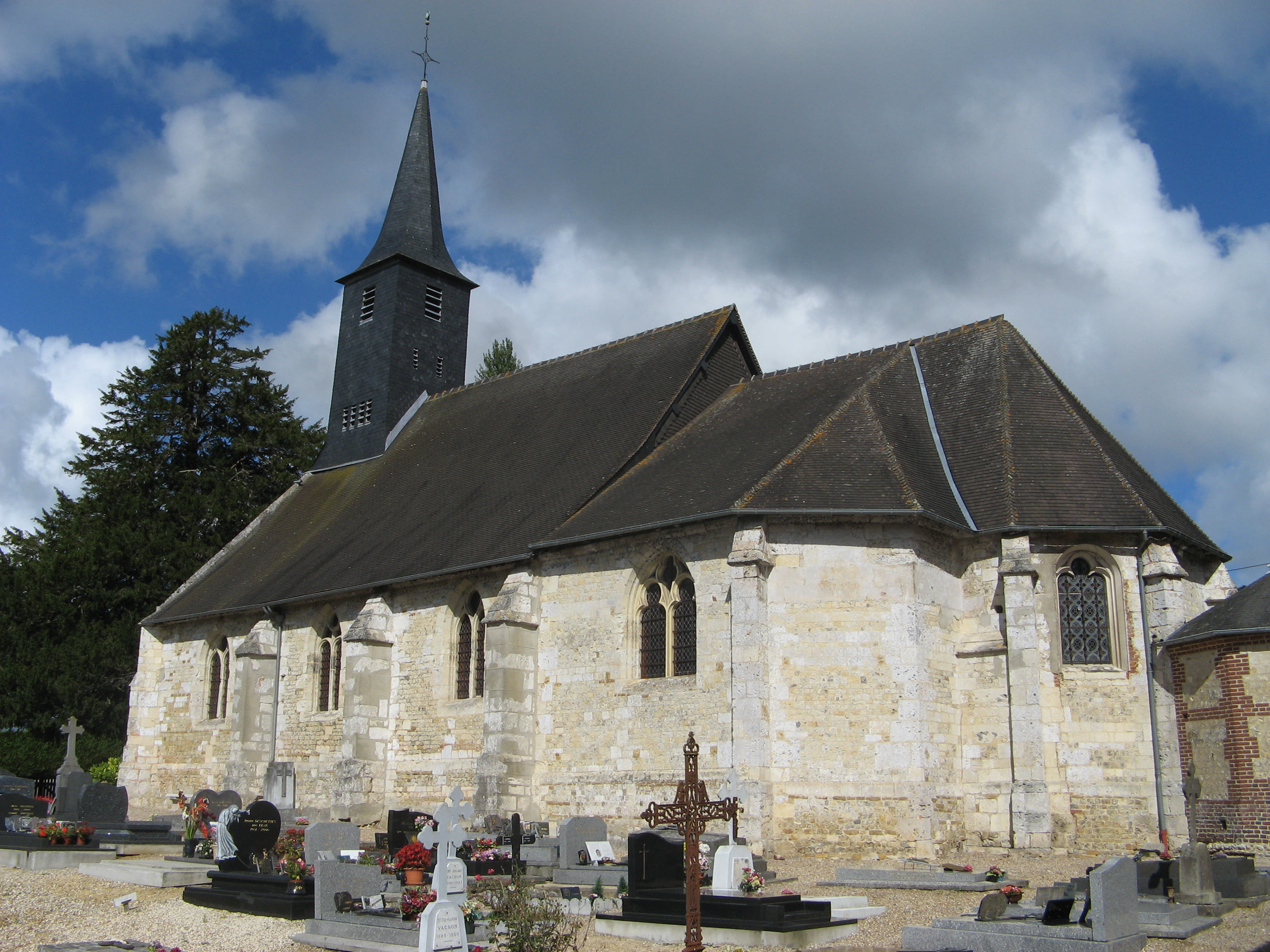
Kerk in Surville

## Geografie
De oppervlakte van Surville bedraagt 4,8 km², de bevolkingsdichtheid is 88,8 inwoners per km².
De onderstaande kaart toont de ligging van Surville (Calvados) met de belangrijkste infrastructuur en aangrenzende gemeenten.

## Demografie
Onderstaande figuur toont het verloop van het inwonertal (bron: INSEE-tellingen).
Vanwege een beveiligingsprobleem met de MediaWiki Graph-software is het momenteel niet mogelijk deze grafiek weer te geven. Zodra de software is bijgewerkt zal de grafiek vanzelf weer zichtbaar worden.